# Bretzfeld
Bretzfeld es un municipio alemán perteneciente al distrito de Hohenlohe de Baden-Wurtemberg.

## Localización
Se ubica en la periferia occidental de la ciudad de Öhringen, en la salida de la ciudad de la línea de ferrocarril que lleva a Heilbronn. Su término municipal, que incluye doce barrios y pedanías (Ortsteile), se ubica en la esquina suroccidental del distrito y es limítrofe con los distritos vecinos de Heilbronn y Schwäbisch Hall.

## Historia
Se conoce la existencia de la localidad desde el año 1037, cuando se menciona con el nombre de Bretesfeld como un pueblo que había pertenecido al ducado de Franconia. En el siglo XV, varios documentos mencionan que estuvo en manos de varios propietarios, llegando a estar dividida la localidad, destacando entre los propietarios del lugar la colegiata de Öhringen, los señores de Weinsberg, el monasterio de Lichtenstern, el Palatinado y la Casa de Hohenlohe. En 1504 se incorporó definitivamente a Wurtemberg como consecuencia de la Guerra de Sucesión de Landshut.
Entre 1972 y 1977 aumentó el tamaño del término municipal con la incorporación de las localidades de Rappach, Bitzfeld, Waldbach, Schwabbach, Adolzfurt, Unterheimbach, Scheppach, Dimbach, Geddelsbach, Siebeneich y Brettach.

## Demografía
A 31 de diciembre de 2017 tiene 12 598 habitantes.